# 工業 (教科)
「工業」（こうぎょう）は、産業としての工業の各分野に関する知識と技術を習得させることなどを目的とする教科。後期中等教育（高等学校、中等教育学校の後期課程、特別支援学校の高等部）における専門教育に関する各教科（専門教科）の1つである。
教科「工業」は、「工業に関する学科」（工業学科）や、「総合学科」などで主に開講・学習される。
教科「工業」に属する科目の数は60(2013年入学者以降は61)にのぼり、そのいくつかと普通教科を組み合わせて教育課程を編成することで、主に専門学科や総合学科においては、学科の特色が活きるように配慮されている。

## 教科の目的
工業の各分野に関する基礎的・基本的な知識と技術を習得させ、現代社会における工業の意義や役割を理解させるとともに、環境に配慮しつつ、工業技術の諸問題を主体的、合理的に解決し、社会の発展を図る創造的な能力と実践的な態度を育てる。（高等学校学習指導要領から）

## 科目
2013年入学者より適用される学科目。
- 「工業に関する学科」における「原則履修科目」（2科目）
  - 「工業技術基礎」「課題研究」
- 「工業に関する学科」における「共通的な基礎科目」（4科目）
  - 「実習」「製図」「工業数理基礎」「情報技術基礎」
- 「工業に関する学科」における「選択的な基礎科目」 (4科目)
  - 「材料技術基礎」「生産システム技術」「工業技術英語」「工業管理技術」
- 各分野に関する科目（51科目）
  - 都市工学科
  - 環境工学基礎
  - 機械工作
  - 機械設計
  - 原動機
  - 電子機械
  - 電子機械応用
  - 自動車工学
  - 自動車整備
  - 電気基礎
  - 電気機器
  - 電力技術
  - 電子技術
  - 電子回路
  - 電子計測制御
  - 通信技術
  - 電子情報技術
  - プログラミング技術
  - ハードウェア技術
  - ソフトウェア技術
  - マルチメディア応用
  - 建築構造
  - 建築施工
  - 建築構造設計
  - 建築計画
  - 建築法規
  - 設備計画
  - 空気調和設備
  - 衛生・防災設備
  - 測量
  - 土木施工
  - 土木基礎力学
  - 土木構造設計
  - 社会基盤工学
  - 工業化学
  - 化学工学
  - 地球環境化学
  - 材料製造技術
  - 工業材料
  - 材料加工
  - セラミック化学
  - セラミック技術
  - セラミック工業
  - 繊維製品
  - 繊維・染色技術
  - 染織デザイン
  - インテリア計画
  - インテリア装備
  - インテリアエレメント生産
  - デザイン史
  - デザイン技術
  - デザイン材料

### 平成25年度からの学年進行によるおもな科目変更
従前の60科目から61科目に再編される（文部科学省『高等学校学習指導要領』（平成21年3月告示）による改訂）。
- (新設)　→　「環境工学基礎」
- マルチメディア応用　→　「コンピュータシステム技術」に変更

### 平成15年度からの学年進行によるおもな科目変更
従前の74科目から60科目に再編された（文部省『高等学校学習指導要領』（平成12年3月告示）による改訂）。
- 工業基礎　→　「工業技術基礎」に変更
- 工業数理　→　「工業数理基礎」に変更
- 工業英語　→　「工業技術英語」に変更
- 造船工学　→　廃止
- 電力応用　→　「電力技術」に統合
- コンピュータ応用　→　「マルチメディア応用」に変更
- 工業計測技術　→　廃止
- 設備施工　→　「設備計画」「空気調和設備」「衛生・防災設備」に整理統合
- 土木設計　→　「土木基礎力学」「土木構造設計」に再構成
- 水理　　　→　「土木基礎力学」に統合
- 土質力学　→　「土木基礎力学」に統合
- 土木計画　→　「社会基盤工学」に変更
- 地質工学　→　廃止
- 化学工業　→　「工業化学」に統合
- 化学システム技術　→　「化学工学」「生産システム技術」に統合
- 化学工業安全　→　「地球環境化学」に統合
- 環境工学　→　「地球環境化学」に統合
- 環境保全　→　「地球環境化学」に統合
- セラミック材料　→　「セラミック化学」に統合
- 繊維技術　→　「繊維・染色技術」に統合
- 染色技術　→　「繊維・染色技術」に統合
- 木材工芸　→　「インテリアエレメント生産」に統合
- 電子基礎　→　「生産システム技術」に統合

以上の他、各学校で学校設定科目が設置されることもある。

## 工業に関する学科
工業に関する学科（こうぎょうにかんするがっか）は、高等学校設置基準（平成16年文部科学省令第20号）に規定されている専門教育を主とする学科の1つ。専門教科「工業」を中心に履修し、高等学校学習指導要領（平成11年文部省告示第58号）により「工業技術基礎」及び「課題研究」が原則履修科目として指定されている。

### 学科例
「工業に関する学科」は、文部科学省の学校基本調査「高等学校及び中等教育学校（後期課程）の学科コード表」において300番台で定められており、下表のようになっている。表内の数字はコード番号。 
| 大分類                        | 小分類             | 学科の例 |
| ----------------------------- | ------------------ | --- |
| 機械系                        | 301 機械関係       | 機械科・機械工学科・生産工業科・機械技術科・産業機械科・機械制御科 |
| 機械系                        | 326 電子機械関係   | 電子機械科・メカトロニクス科・機械システム科・生産システム科・情報機械科・ 工業計測科・自動制御科・制御システム科・機械電気システム科・システム工学科                                             |
| 機械系                        | 302 自動車関係     | 自動車科・自動車工学科・自動車整備科・交通工学科・オートモビル工学科 |
| 機械系                        | 303 造船関係       | 造船科 |
| 電気・電子・ 情報技術系       | 305 電気関係       | 電気科・電気工学科・電気電子科・電気通信科・電気情報システム科・ 電気システム科・電気情報工学科・総合電気工学科                                                                                   |
| 電気・電子・ 情報技術系       | 306 電子関係       | 電子科・電子工業科・電子工学科・電子情報科・無線通信科・ 通信工学科・電子制御科・電子電気科 |
| 電気・電子・ 情報技術系       | 307 情報技術関係   | 情報技術科・情報科学科・情報システム科・コンピュータ科・情報電子科・ 情報処理科・情報科・情報工学科                                                                                               |
| 建築・土木系                  | 309 建築関係       | 建築科・建設科・建設工学科・建築システム科・建築デザイン科・伝統建築科 |
| 建築・土木系                  | 310 設備工業関係   | 設備工業科・設備システム科・建築設備科・環境システム科 |
| 建築・土木系                  | 311 土木関係       | 土木科・土木情報科・土木システム科・建設科・建設工学科・ 都市工学科・都市システム科・海洋開発科・環境土木科                                                                                       |
| 建築・土木系                  | 312 地質工学関係   | 地質工学科・土木地質科 |
| 化学・材料系                  | 313 化学工業関係   | 工業化学科・化学工業科・化学技術科・化学システム科・電気化学科・ 環境化学科・環境工学科・環境科学科                                                                                               |
| 化学・材料系                  | 314 化学工学関係   | 化学工学科・化学応用科 |
| 化学・材料系                  | 316 色染化学関係   | 色染化学科・色染工業科・カラーリングアーツ科・色染工学科 |
| 化学・材料系                  | 329 材料技術関係   | 材料技術科・材料工学科・材料システム科・金属工業科・金属加工科 アートクラフト科・溶接科 |
| 化学・材料系                  | 332 セラミック関係 | セラミック科・窯業科・陶芸科 |
| 繊維・インテリア・ デザイン系 | 335 繊維関係       | 繊維科・紡織科・繊維工業科・繊維工学科・繊維システム科 色染科 |
| 繊維・インテリア・ デザイン系 | 318 インテリア関係 | インテリア科・工芸科・木材工芸科・金属工芸科・インテリア・デザイン科 |
| 繊維・インテリア・ デザイン系 | 319 デザイン関係   | デザイン科・産業デザイン科・染織デザイン科・ビジュアルデザイン科・プロダクトデザイン科 |
| その他                        | 320 工業管理関係   | 工業経営科 |
| その他                        | 321 印刷関係       | 印刷科・印刷化学科・印刷工業科・画像工学科・グラフィックアーツ科 |
| その他                        | 322 薬業関係       | 薬業科・薬学科・薬品科学科・くすり・バイオ学科 |
| その他                        | 323 航空関係       | 航空科・航空工学科 |
| その他                        | 350 その他         | 工業科・工業技術科・総合技術科・産業技術科・ 理数工学科・数理工学科・科学技術科・生活工学科・理工学科・科学工学科・ プロダクト工学科・システム工学科・生産工学科・ 運輸科・鉄道科・クリーニング科 |
|                               |                    | |

### 履修科目例
「工業に関する学科」と科目のおもな例としては次のようなものがある。
| 大分類                        | 小分類                            | 科目の例                                                                             |
| ----------------------------- | --------------------------------- | ------------------------------------------------------------------------------------ |
| 機械系                        | 301 機械関係                      | 「機械工作」「機械設計」「原動機」「機械製図」                                       |
| 機械系                        | 326 電子機械関係                  | 「電子機械」「電子機械応用」                                                         |
| 機械系                        | 302 自動車関係                    | 「自動車工学」「自動車整備」                                                         |
| 電気・電子・ 情報技術系       | 305 電気関係                      | 「電気基礎」「電気機器」「電力技術」「電子技術」                                     |
| 電気・電子・ 情報技術系       | 306 電子関係                      | 「電子回路」「電子計測制御」「通信技術」「電子情報技術」                             |
| 電気・電子・ 情報技術系       | 307 情報技術関係                  | 「プログラミング技術」「ハードウェア技術」「ソフトウェア技術」「マルチメディア応用」 |
| 建築・土木系                  | 309 建築関係                      | 「建築構造」「建築施工」「建築構造設計」「建築計画」「建築法規」                     |
| 建築・土木系                  | 310 設備工業関係                  | 「設備計画」「空気調和設備」「衛生・防災設備」                                       |
| 建築・土木系                  | 311 土木関係                      | 「測量」「土木施工」「土木基礎力学」「土木構造設計」「社会基盤工学」                 |
| 化学・材料系                  | 313 化学工業関係 314 化学工学関係 | 「工業化学」「化学工学」「地球環境化学」                                             |
| 化学・材料系                  | 329 材料技術関係                  | 「材料製造技術」「工業材料」「材料加工」                                             |
| 化学・材料系                  | 332 セラミック関係                | 「セラミック化学」「セラミック技術」「セラミック工業」                               |
| 繊維・インテリア・ デザイン系 | 335 繊維関係                      | 「繊維製品」「繊維・染色技術」「染織デザイン」                                       |
| 繊維・インテリア・ デザイン系 | 318 インテリア関係                | 「インテリア計画」「インテリア装備」「インテリアエレメント生産」                     |
| 繊維・インテリア・ デザイン系 | 319 デザイン関係                  | 「デザイン史」「デザイン技術」「デザイン材料」                                       |

### 設置状況
「工業に関する学科」は、ほぼ全ての工業高等学校及び商工高等学校に設置されているほか、一部の実業高等学校に設置されている。この他に、窯業科などが設置されている窯業高等学校がある。かつては「農業に関する学科」を併設する農工高等学校も存在した。
実習のために高度な設備を必要とするため、普通高等学校への設置は比較的少数であるが、それでも工業高等学校などから転換した学校を中心に設置例が見られる。

## 備考
教育職員免許法第5条の規定によって教育職員の普通免許を取得する場合には、基本的に教育実習を行うことが義務付けられているが、高等学校の「工業」の教科に関する教員免許を取得する際には、特例として教育実習は不要である。しかも、「工業」の教科に関する高等学校教員の普通免許は、数ある教育職員の普通免許で唯一教育実習がなくても、取得することができる教育職員の普通免許状であることがうかがえる。